# Sabina Berman
Sabina Berman Goldberg (Ciutat de Mèxic, 21 d'agost de 1955) és una escriptora i periodista mexicana.

## Biografia
Filla de pares d'origen jueu-polonès que van emigrar a Mèxic durant la Segona Guerra Mundial. El seu pare, l'industrial Enrique Berman, va perdre a tota la seva família en la guerra. La seva mare és la psicoanalista Raquel Goldberg.
Sabina Berman és escriptora, dramaturga, narradora, assagista, directora de teatre i directora de cinema mexicana. És reconeguda com la dramaturga més prolífica, original i atrevida de la seva generació en l'idioma espanyol. Ha estat guanyadora quatre vegades del Premi Nacional de Dramatúrgia a Mèxic i el Premi Juan Ruiz d'Alarcón, i ha guanyat en dues ocasions el Premi Nacional de Periodisme (1999 i 2007).
Va estudiar psicologia i lletres mexicanes a la Universitat Iberoamericana. El 1995 va ser codirectora de la pel·lícula Entre Pancho Vila y una mujer desnuda, amb Isabelle Triguen. També va escriure i coproduir la pel·lícula de Backyard, la qual va representar Mèxic en els Oscars del 2010. Al costat de Katia d'Artigues va ser co-conductora del programa de televisió Shalalá, que es va transmetre per Televisió Asteca.

## Obra
- Matemáticas para la felicidad y otras fábulas. Editorial Porrúa, 2017.
- Testosterona, Teatro. 2014.[6]
- El Dios de Darwin. Editorial Planeta. 2014.
- La mujer que buceó dentro del corazón del mundo, Editorial Planeta, 2010
- Democracia cultural: una conversación a cuatro manos, amb Lucina Jiménez, Fondo de Cultura Económica, 2006
- Puro teatro, Fondo de Cultura Económica, 2004
- Feliz nuevo siglo doktor Freud, Editorial El Milagro, 2002
- Molière, Editorial Plaza y Janés, 2000
- Mujeres y poder, Coescrito con Denise Maerker, Editorial Raya en el Agua.2000
- La bobe, Editorial Grijalbo, 1997
- Amante de lo ajeno, Editorial Océano, 1997
- Berman, Editorial Gaceta, 1995
- Un grano de arroz, Relatos, Editorial Planeta, 1995
- Entre Villa y una mujer desnuda, Teatro, Editorial de la Sogem, 1993
- Volar, Crónica, Editorial Planeta
- En el nombre de Dios, publicada en la revista Tramoya
- Artículos y cuentos en el periódico y en el suplemento “La Jornada Semanal”, 1992
- La grieta, publicada en la revista Tramoya
- Lunas, Poesía narrativa, Editorial Katún, 1989
- Muerte súbita, Teatro, Editorial Katún, 1989
- La maravillosa historia de Chiquito Pingüica, en la antología El arca de Noé d'Emilio Carballido Editores Mexicanos Unidos, 1984
- Rompecabezas, Editorial Oasis, 1982